# Злобные маленькие письма
«Злобные маленькие письма» (англ. Wicked Little Letters) — художественный фильм режиссёра Теа Шэррок. Главные роли исполнили Оливия Колман и Джесси Бакли.

## Сюжет
Сюжет фильма разворачивается в 1920-х годах в приморском городке Литлхэмптоне. Однажды жители начинают получать непристойные письма от анонимного отправителя. Подозрение падает на вспыльчивую Роуз Гудинг, которой грозит лишение свободы. Выяснить правду и установить подлинного автора возмутительных писем решает группа неравнодушных женщин.

## В ролях
- Оливия Колман — Эдит Свон
- Джесси Бакли — Роуз Гудинг
- Тимоти Сполл — Эдвард Свон
- Джоанна Скэнлан — Энн
- Хью Скиннер — Констебль Пэппервик
- Малахия Кирби — Билл
- Джемма Джонс — Виктория Свон
- Лолли Адефопе — Кейт
- Айлин Эткинс — Мейбл
- Алиша Вейр — Нэнси Гудинг, дочь Роуз
- Джейсон Уоткинс — Мистер Трэдинг
- Анджана Васан — констебль Глэдис Мосс

## Производство
О начале работы над фильмом стало известно в мае 2022 года. Режиссёром фильма стала Теа Шэррок, а главные роли получили Оливия Колман и Джесси Бакли. В сентябре к актёрскому составу присоединились Тимоти Сполл, Джемма Джонс и Айлин Эткинс.
Производство началось в сентябре 2022 года, Бен Дэвис выступил в качестве оператора. В начале октября съёмки проходили в Арунделе и Уортинге.

## Восприятие
На сайте Rotten Tomatoes фильм имеет рейтинг 79 % основанный на 159 отзывах. Консенсус критиков гласит: «Во многом благодаря сильному актёрскому составу, который опирается на юмористическую сторону сюжета, „Злобные маленькие письма“ — это увлекательная комедия, даже если тайна, лежащая в её основе, не особенно умна». На Metacritic средневзвешенная оценка составляет 57 из 100 на основе 8 рецензий.